# NGC 4687
NGC 4687 في الفهرس العام الجديد، هي مجرة، تقع في كوكبة السلوقيان. اكتشفت في 11 مارس 1831 بواسطة جون هيرشل.

## روابط خارجية
- NGC 4687 على موقع ويكي سكاي: DSS2, SDSS, GALEX, IRAS, Hydrogen α, X-Ray, Astrophoto, Sky Map, Articles and images